# 弗拉芒军团

弗拉芒軍團的袖章，設計靈感源於弗拉芒运动

弗拉芒军团（荷蘭語：Vlaams Legioen）是第二次世界大战期间由讲荷兰语的比利时人士组成的支持納粹德國的部队，其兵员出自德占比利时地区，主要出自佛兰德。该部队成立于巴巴羅薩行動之后。在列宁格勒周边地区的作战中，该军团遭受了严重损失。1943年5月，弗拉芒军团正式解散，其人员被编入武装党卫队。